# Takaoka
Takaoka (jap. 高岡市 Takaoka-shi) – miasto w Japonii, w prefekturze Toyama, w środkowej części wyspy Honsiu, port nad zatoką Toyama. 

## Miasta partnerskie
- Chiny: Jinzhou
- Stany Zjednoczone: Fort Wayne
- Brazylia: Mirandópolis